# Ehemaliges Kalkbergwerk
Koordinaten: 49° 9′ 17″ N, 7° 11′ 33″ O
Das Naturschutzgebiet Ehemaliges Kalkbergwerk liegt auf dem Gebiet der Gemeinde Gersheim im Saarpfalz-Kreis im Saarland. Das aus zwei Teilflächen bestehende Gebiet erstreckt sich nordwestlich des Kernortes Gersheim. Östlich des Gebietes fließt die Blies, ein Nebenfluss der Saar, und verläuft die Landesstraße L 105.

## Bedeutung
Das 76 ha große Gebiet steht seit dem 20. April 2007 unter der Kenn-Nummer NSG-126 unter Naturschutz. „Die Flächen der Kernzonen sollen sich weitestgehend ungestört von menschlichen Nutzungen und Eingriffen urwaldartig entwickeln können. Sie dienen Zwecken des Arten- und Biotopschutzes, insbesondere für Algen, Moose, Flechten, Pilze, Farne, waldgebundene Vögel, Kleinsäuger und Insekten. Als forstliche Dauerversuchsflächen dienen sie der Erforschung der Lebensvorgänge in ungestörten Waldökosystemen.“